# De Dion-Bouton
De Dion-Bouton fue un fabricante de automóviles francés, operativo entre 1883 y 1932, aunque continuó fabricando camiones y autobuses hasta 1954. La compañía fue fundada por el marqués Jules-Albert de Dion, por Georges Bouton, y por Charles Trépardoux, cuñado de Bouton. También producía material ferroviario automotor.

## Orígenes

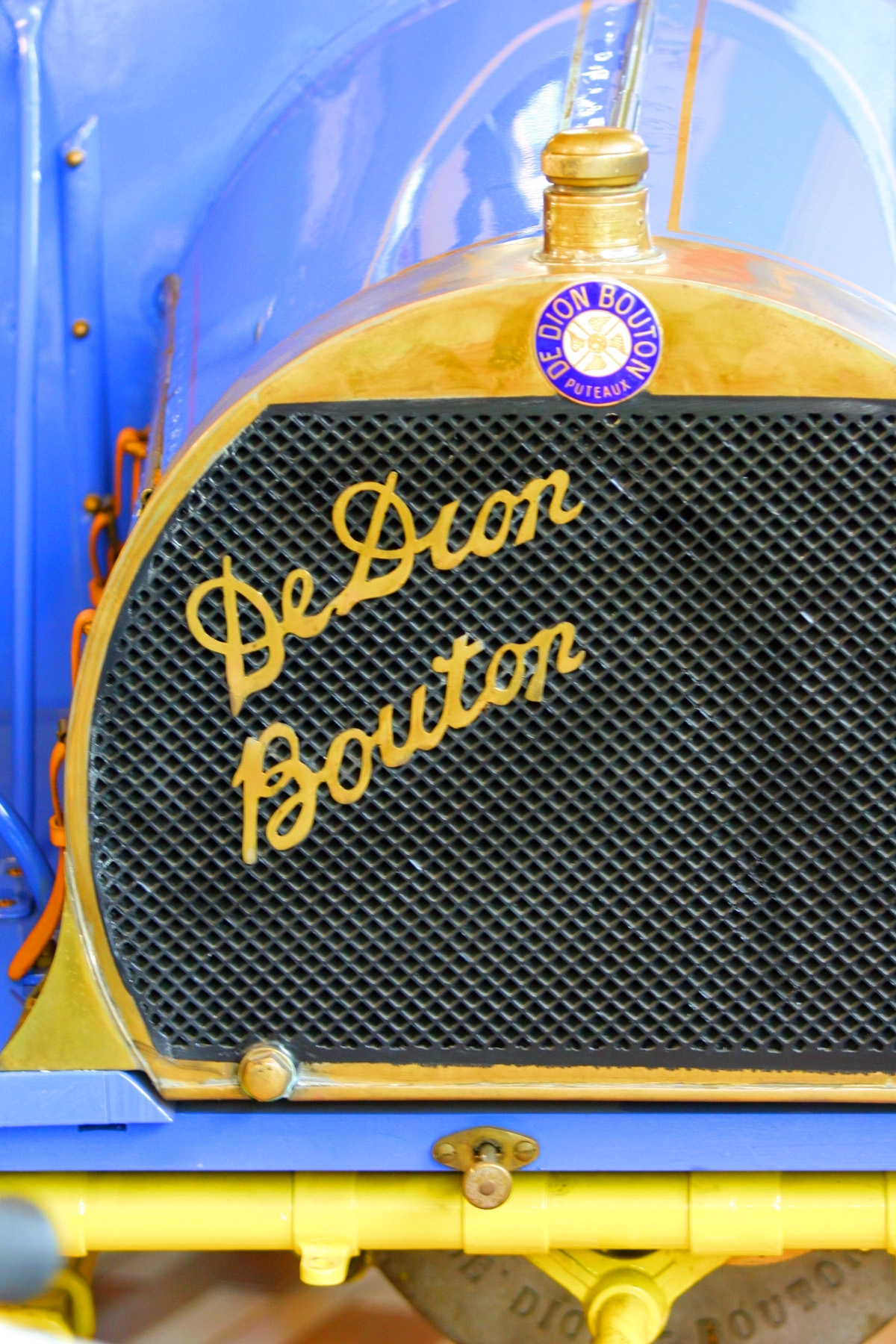
Radiador De Dion-Bouton.

Un día de 1881, De Dion vio una locomotora de juguete con motor de vapor en el escaparate de una tienda, y preguntó a los jugueteros acerca de la manera de construir otra. Estos jugueteros eran los ingenieros Bouton y Trépardoux, que vivían a duras penas de su tienda de juguetes científicos situada en el Pasaje de Léon (cercano a la "rue de la Chapelle" en París).
Trépardoux había soñado durante mucho tiempo en construir un coche de vapor, pero nunca pudo permitírselo. De Dion, inspirado por el potencial del vapor (todavía pensando en locomotoras) y con abundancia de dinero, estuvo de acuerdo, y De Dion, Bouton et Trépardoux se fundó en París en 1883.
Con el paso del tiempo, la compañía De Dion-Bouton se convertiría en el fabricante de automóviles más grande del mundo durante un tiempo, destacando por la calidad, fiabilidad, y durabilidad de sus vehículos.

## Coches de vapor

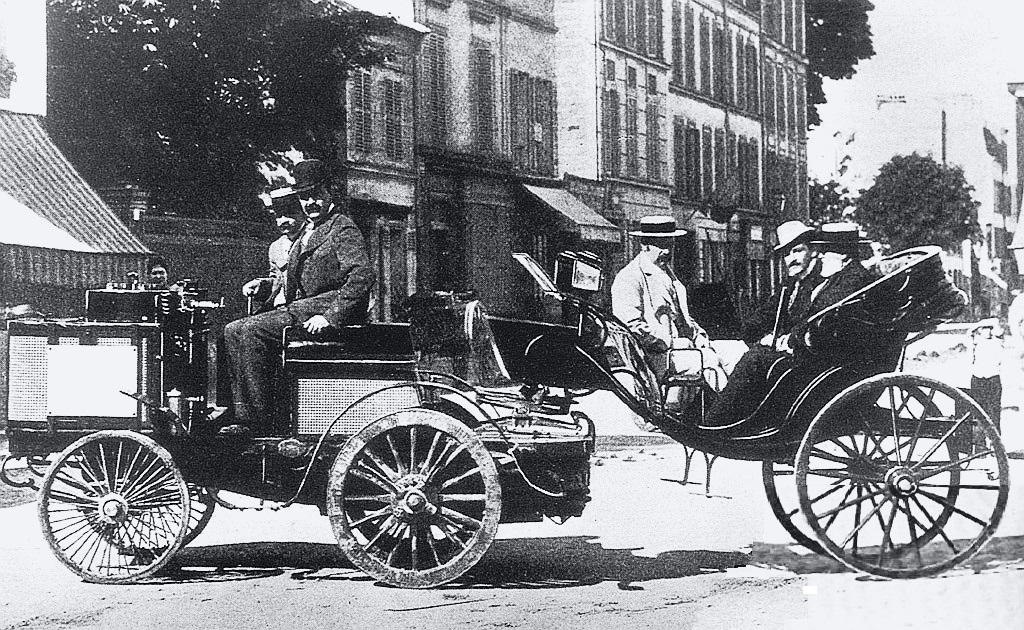
Coche de vapor De Dion en la carrera París–Rouen de 1894

Antes del final de 1883 ya habían ampliado las instalaciones de su establecimiento parisino del Pasaje de Léon, probando y desechando primero motores para barcas, y produciendo por fin un coche de vapor. Con la caldera y el motor montados delante, las ruedas delanteras accionadas por poleas y la dirección trasera, se quemó completamente en las pruebas. Construyeron un segundo modelo denominado La Marquise al año siguiente, con una dirección más convencional, tracción trasera, y cuatro asientos.
De Dion-Bouton Type D

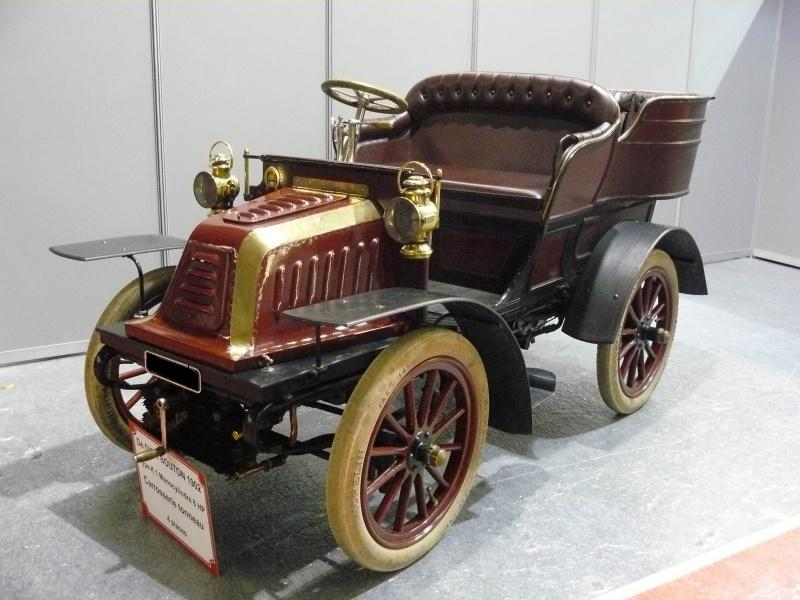
De Dion-Bouton type K1 de 1902.

En 1887, De Dion inscribió uno de estos coches en la "primera competición de automovilismo de Europa", ideada por M. Fossier de la revista de ciclismo Le Vélocipède. Evidentemente, la promoción de la carrera fue insuficiente, y el De Dion era el único participante. Pero completó la carrera, con de Dion pilotando, y una velocidad de 60 km/h. Este último dato tiene que ser tomado con las debidas reservas: el primer récord oficial de velocidad era de 63,15 km/h en 1898. El vehículo ha sobrevivido, y ha participado regularmente en la carrera Londres-Brighton para automóviles veteranos.
Aprovechando este éxito singular, la compañía empezó a ofrecer triciclos de vapor con calderas entre las ruedas delanteras y motores de dos cilindros. Construidos en pequeñas series, eran los favoritos de jóvenes adinerados, antes de convertirse en maquinaria de trabajo al utilizar motores más grandes, capaces de arrastrar remolques. Estos vehículos más grandes introdujeron el denominado eje de De Dion o "eje muerto": una viga que permitía distribuir con mayor eficiencia el peso del vehículo. En 1894 promedió 18,7 km/h en la carrera París–Rouen a lo largo de 126 km de ruta, pero fue descalificado por necesitar un fogonero además del conductor.
Dos coches más estuvieron listos en 1885, seguidos por una serie de triciclos ligeros con motor de dos cilindros, equipados desde 1892 con neumáticos Michelin. En 1893, los tractores de vapor empezaron a usarse en el remolque de transportes de tipo caballar para pasajeros o carga. Utilizaban un eje de diseño innovador, conocido como el tubo De Dion, independizando las funciones de rigidización y de tracción del eje. La compañía fabricó autobuses y camiones de vapor hasta 1954. Trepardoux, decidido partidario del vapor, dimitió en 1894 cuando la compañía decidió la producción de vehículos con motor de combustión interna. El coche de vapor se mantuvo en producción más o menos sin cambios durante diez años más.

## Motores de combustión interna

### Triciclos

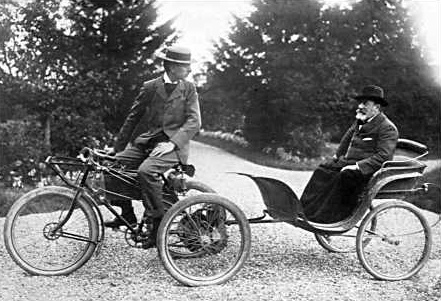
Triciclo De Dion-Bouton que transporta un pasajero en un remolque.

Ya por 1889, de Dion estaba convencido de que el futuro era el motor de combustión interno, y la compañía incluso construyó un motor rotativo de diez cilindros en dos bancadas. Después de que Trépardoux dimitiera en 1894, la compañía se denominó De Dion, Bouton et Compagnie. Hacia 1895, Bouton creó un nuevo motor monocilíndrico de 137 cc con ignición por bobina. Fue probado con algunos problemas a su velocidad de diseño de 900 rpm. Sin embargo, cuando Bouton aumentó las revoluciones, los problemas desaparecieron: en pruebas alcanzó 3500 rpm, y normalmente funcionaba hasta 2000 rpm, un límite impuesto por sus válvulas atmosféricas y por el carburador de superficie. Para aumentar su fiabilidad, se mejoraron las válvulas (situadas en cabeza) y se reforzó el cigüeñal.

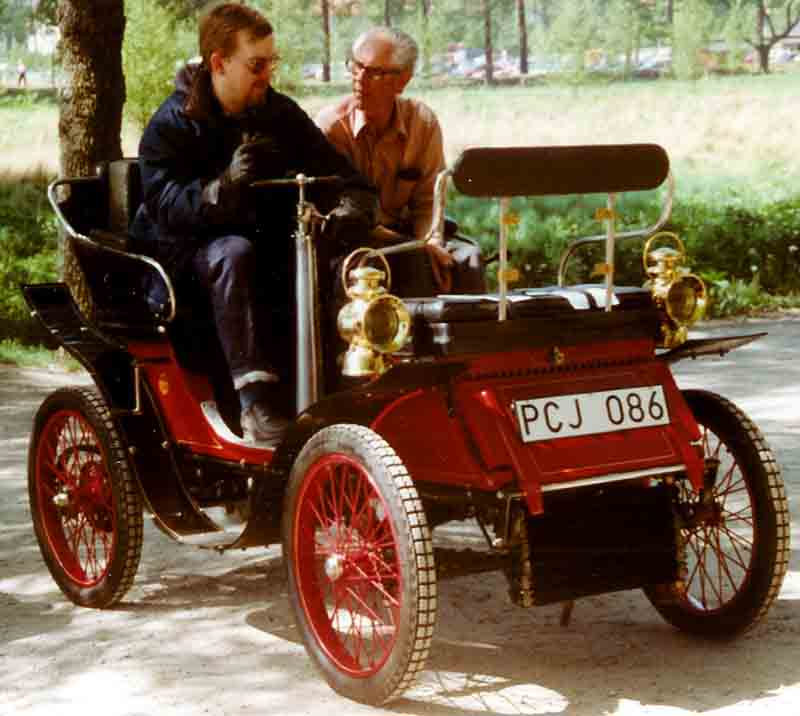
Vis-à-vis De Dion-Bouton type G.

Este motor se alojó detrás del eje trasero de un marco de triciclo comprado a Decauville, equipado con los nuevos neumáticos Michelin. Mostró un rendimiento magnífico, y salió al mercado en 1896 con el motor ampliado a 1¼ CV (932 W) y 185 cc ; y después con 1¾ CV (1.3 kW) en 1897. Cuando cesó la producción de los pequeños triciclos en 1901, tenían una potencia de 2¾ CV (2 kW), mientras que los coches deportivos alcanzaban por entonces 8 CV (6 kW) como máximo.
En 1898, Louis Renault modificó un De Dion-Bouton con un eje de transmisión fijo y mecanismo diferencial de engranajes, construyendo quizás el primer vehículo de configuración "hot rod" de la historia.

### Cuatro ruedas

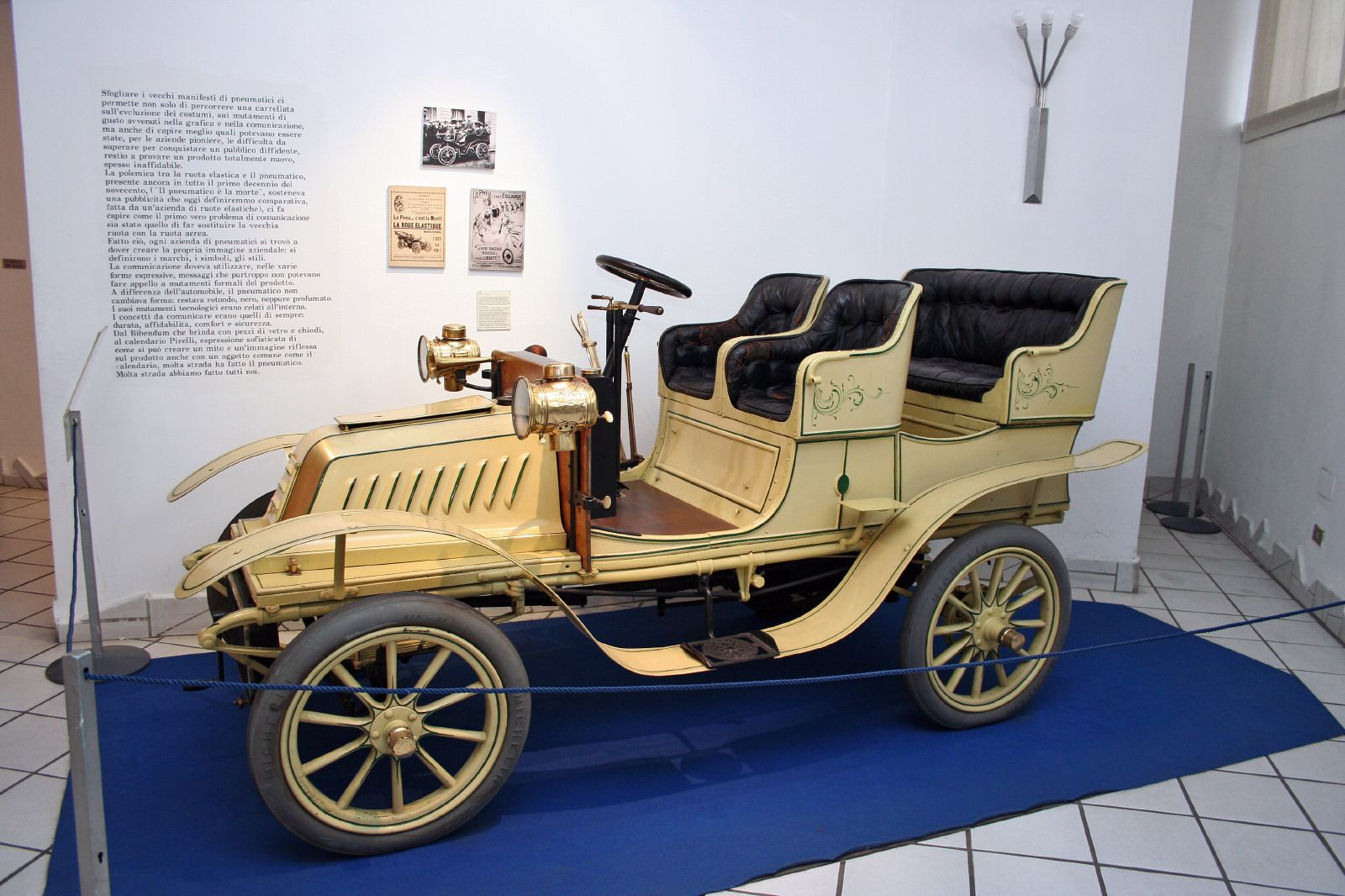
1903 De Dion & Bouton 8 CV en el Museo Nazionale dell'Automóvil, Turín.

Ese mismo año, al triciclo se le unió un modelo de cuatro ruedas y en 1900 se añadió un modelo vis a vis (con los asientos situados frente a frente) denominado voiturette, el Modelo D, con sus 3¾ CV (2.8 kW) y su motor monocilíndrico de 402 cc bajo el asiento, con tracción en las ruedas traseras mediante una caja de cambios de dos velocidades. Este curioso diseño tenía el pasajero situado frente al conductor, que se sentaba en el asiento trasero. El voiturette tenía una ventaja inestimable: la palanca de la caja de cambios estaba situada junto a la columna de dirección. A partir del Modelo D, se desarrollaron los Modelos E, G, I, y J, con 6 CV (4.5 kW) hacia 1902, cuando apareció el Modelo K con 8 CV (6 kW) y acceso trasero (tipo faetón), con un frontal muy parecido al de su competidor contemporáneo de Renault. Hasta la Primera Guerra Mundial, los De Dion-Bouton tuvieron un inusual pedal decelerador para reducir la velocidad del motor. Finalmente, se aplicó un freno a la transmisión. En 1902, el Modelo O introdujo tres velocidades, característica que ya era estándar para todos los modelos De Dion-Bouton en 1904.
En 1901 también se construyó una pequeña cantidad de coches eléctricos.

### Proveedor de motores a fabricantes de automóviles
De Dion-Bouton suministró motores a fabricantes de vehículos como Société Parisienne, que montaba una unidad de 2.5 hp directamente en el eje de la rueda delantera de su modelo voiturette "Viktoria Combination".

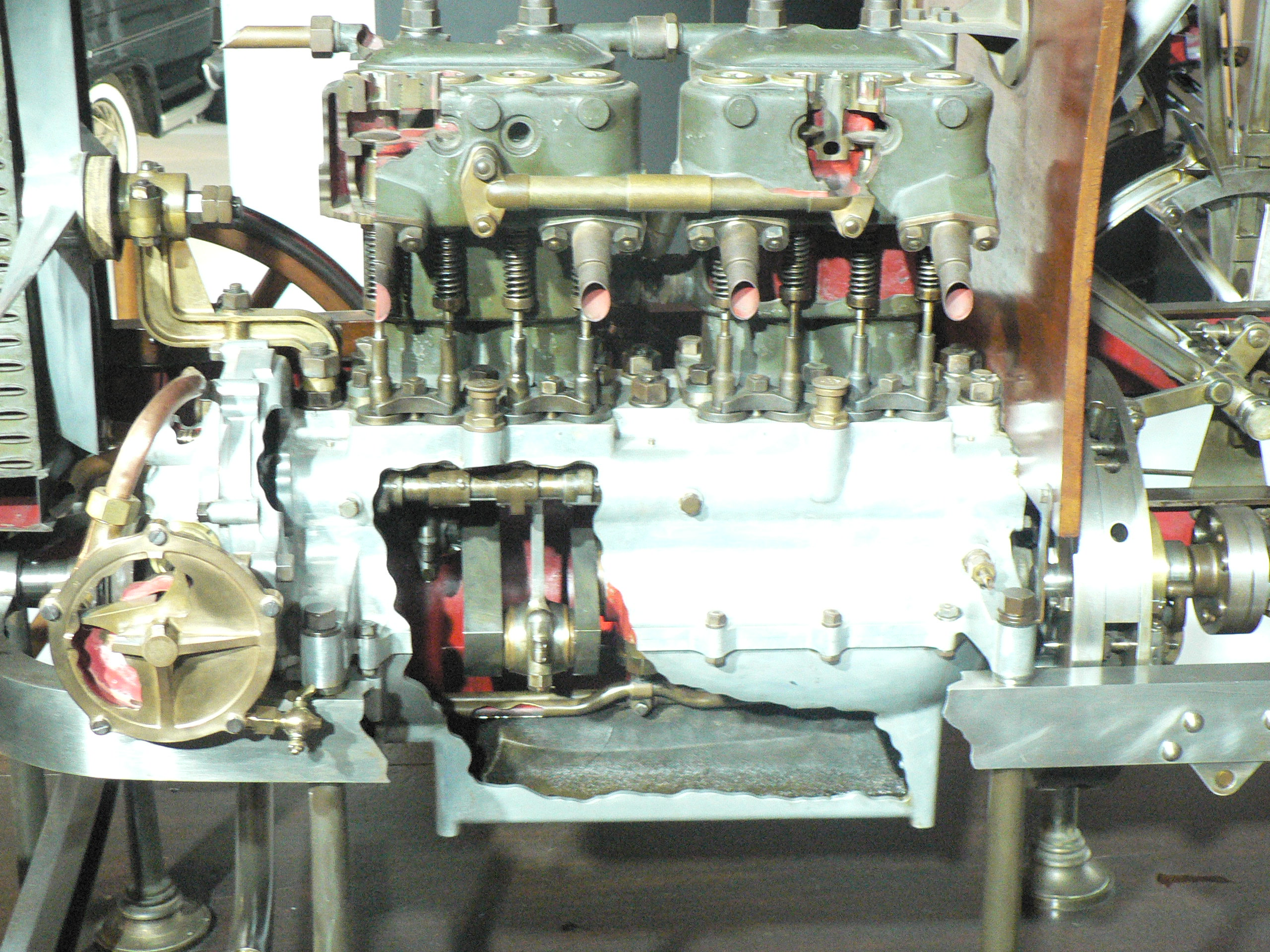
Motor de gasolina (1908).

## Proveedor de motores a constructores de motocicletas
El motor De Dion-Bouton está considerado como el primer propulsor de combustión interna ligero y de alta velocidad. Fue licenciado a más de 150 fabricantes y era una elección popular entre los constructores de motocicletas. El pequeño y ligero motor de cuatro tiempos utilizaba una batería y bobina de ignición, mucho menos problemática que el tubo caliente de ignición utilizado hasta entonces. Con un diámetro de 50 mm y 70 mm de carrera, rendía 1 kW (1.3 hp). Fue utilizado por muchas marcas pioneras de motocicletas, y ampliamente copiado por varios fabricantes, incluyendo a los estadounidenses Indian y Harley-Davidson.

## American De Dion

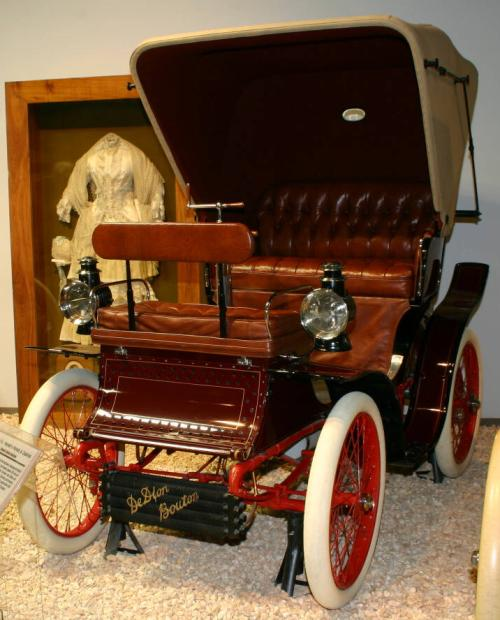
De Dion-Bouton fabricado en los Estados Unidos (1901).

En 1901, la compañía De Dion-Bouton Motorette empezó a fabricar automóviles De Dion-Bouton bajo licencia en Brooklyn, Nueva York. Se fabricó una cantidad pequeña de De Dion Motorettes americanos. Tenían asientos vis-a-vis o una cabina cerrada para el conductor, y eran propulsados por motores de 3.5 hp fabricados en América.
La asociación solo duró un único año. Obtuvieron una reputación de fiabilidad durante aquel tiempo. Los representantes de De Dion en los Estados Unidos denunciaron que el licenciatario había violado su contrato y anunciaron su relación con un nuevo licenciatario.

## Expansión

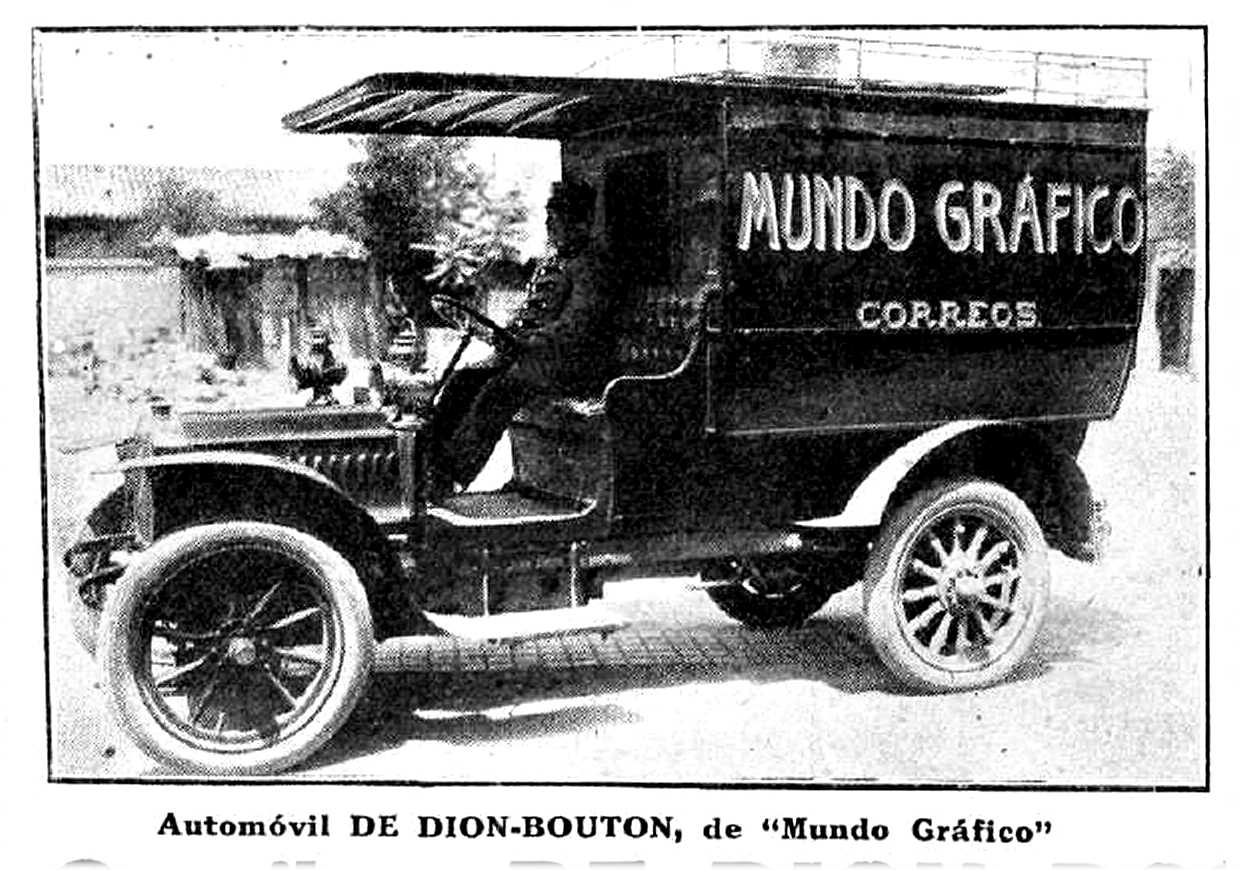
Furgón de Mundo Gráfico, un automóvil De Dion-Bouton en 1912.

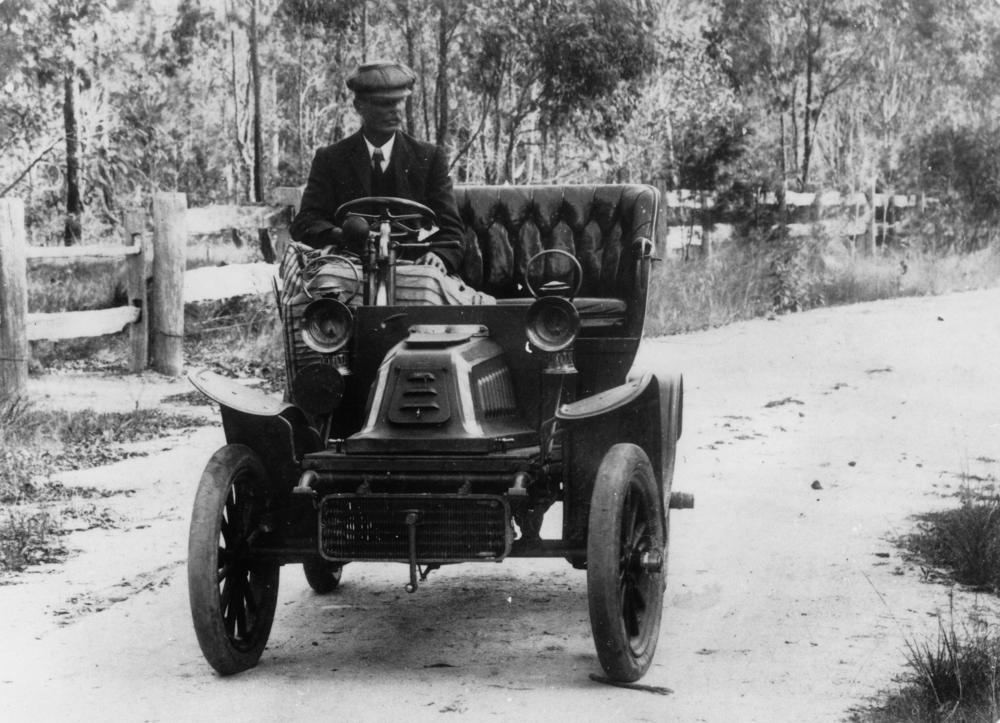
Un De Dion-Bouton en 1905.

En 1900, De Dion-Bouton era el fabricante de automóviles más grande del mundo, produciendo 400 coches y 3.200 motores. La compañía pronto empezó a producir motores y licencias para otras compañías de automóvil (unas 150 marcas). La producción era tan grande, que se hizo imposible revisar y reajustar cada motor; si alguno fallaba en la bancada, sencillamente se desmontaba. Cada propulsor estaba hecho a mano; la línea de ensamblaje no había sido introducida todavía. Hacia 1904, unos 40.000 motores habían sido suministrados por toda Europa. Ese año, la fábrica en Quai Nacional (ahora Quai de Dion-Bouton), en la localidad de Puteaux, empleó 1300 trabajadores y produjo más de 2.000 coches, todo también a mano.
El motor se dispuso adelante en el modelo "Populaire" con 700 o 942 cc, este último con bastante potencia para añadir remolques a los coches. A fin del año apareció la marcha atrás. Se añadieron el motor 6 CV (4 kW) 864 cc Tipos N y Q (y un último de bajo precio, el Tipo K), el 8 CV (6 kW) R, y su primer modelo bicilíndrico de 1728 cc y 12 CV (8 kW) S. En 1903 fabricaron el “Modelo 1904” de 2 cilindros y 10 CV con neumáticos Dunlop. El propio Georges Bouton acompañado de Georges Cornier, mecánico y conductor, realizaron un viaje promocional con un itinerario circular que desde París, pasaba por Bélgica, Luxemburgo, Alemania, Suiza, Italia, Argelia, Túnez y también por España (Cartagena, Albacete, Madrid, Valladolid, Burgos y el País Vasco). Tal como puede observarse en el mapa que adornaba la puerta del vehículo.
Este modelo fue seguido en 1904 por el de cuatro cilindros 2.545 cc y 15 CV (11 kW) Tipo AD y 24 CV (18 kW) Tipo AI. Los coches también fueron adquiriendo un estilo cada vez más convencional, con el radiador delante del motor y el accionamiento del embrague reubicado de una palanca manual a un pedal.
Un par de coches preparados de 10 CV (7.5 kW) de la marca De Dion-Bouton, en las manos de Cormier y Collignon, corrieron en 1907 en el Rally Pekín-París sin éxito. Bouvier St. Chaffray no lo hizo mejor en la Nueva York-París de 1908. Aquel año, De Dion-Bouton alcanzó su zenit como fabricante.

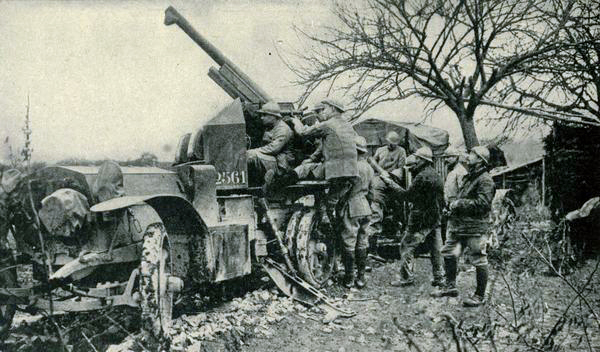
Autocañón De Dion-Bouton en posición de tiro.

En 1910, la compañía llegó a ser la primera en realizar un exitoso motor V8 producido en masa, con 35 CV (26 kW) y 6.107 cc, el Tipo CJ, seguido por un motor de 7.8 litros y otro de 14.7 litros para los EE. UU., así como por un motor de 3.534 cc, el Tipo CN en 1912. Estos motores permitieron que los deportivos franceses Ader compitieran en 1906 con los británicos Adams, que montaban un motor de aeroplano teóricamente mucho más avanzado, fabricado por la empresa aeronáutica francesa Antoinette. Esta sería la última innovación significativa de la compañía.
Durante la Primera Guerra Mundial, la compañía fabricó partes de cañones, vehículos blindados, y motores de aeroplano, así como coches y camiones. Produjo una versión antiaérea del cañón de campo francés de 75mm, el "Canon de 75 modèle 1897", montado en un camión De Dion-Bouton con motor V8 para el Ejército francés entre 1913 y 1918.
En Dublín, durante el Alzamiento de Pascua de 1916 al inicio de la Guerra irlandesa de Independencia, el nacionalista irlandés The O'Rahilly condujo su De Dion Bouton en diversas misiones por la ciudad, hasta que cayó abatido por fuego de ametralladora durante un asalto. Una fotografía famosa muestra los restos del coche en una barricada.

## Estancamiento posterior a la guerra
La compañía quedó estancada tras la Primera Guerra Mundial. El V8 continuó fabricándose hasta 1923, y a pesar de los nuevos modelos con frenos en las ruedas delanteras, la fábrica se cerró por un tiempo en 1927. Cuando se volvió a abrir, ya había dos modelos listos, el Tipo LA con un motor de 1982 cc, cuatro cilindros válvulas en cabeza, y pistones de aluminio, y el Tipo LB con 2.496 cc y ocho cilindros en línea. Este último era muy caro y las ventas fueron muy pocas, a pesar de aumentarse a 3 litros en 1930. Rumores de absorción por Peugeot o Mercedes no se materializaron, llevando hacia su final la producción de automóviles en 1932.
Pequeñas cantidades de vehículos comerciales fueron fabricados hasta 1950; los últimos vehículos en llevar el nombre De Dion en su placa, fueron los Land Rover fabricados bajo licencia a principios de los años 1950. El nombre de la compañía fue comprado por un fabricante de motocicletas en 1955.

## Automotores
De Dion-Bouton construyó automotores y sus vagones, utilizados en muchos ferrocarriles de ancho métrico en Francia y en el extranjero. Los primeros automotores fueron producidos a comienzos de la década de 1920, con el Chemin de Fer des Côtes-du-Nord recibiendo sus primeros automotores en 1923.

## Galería de imágenes

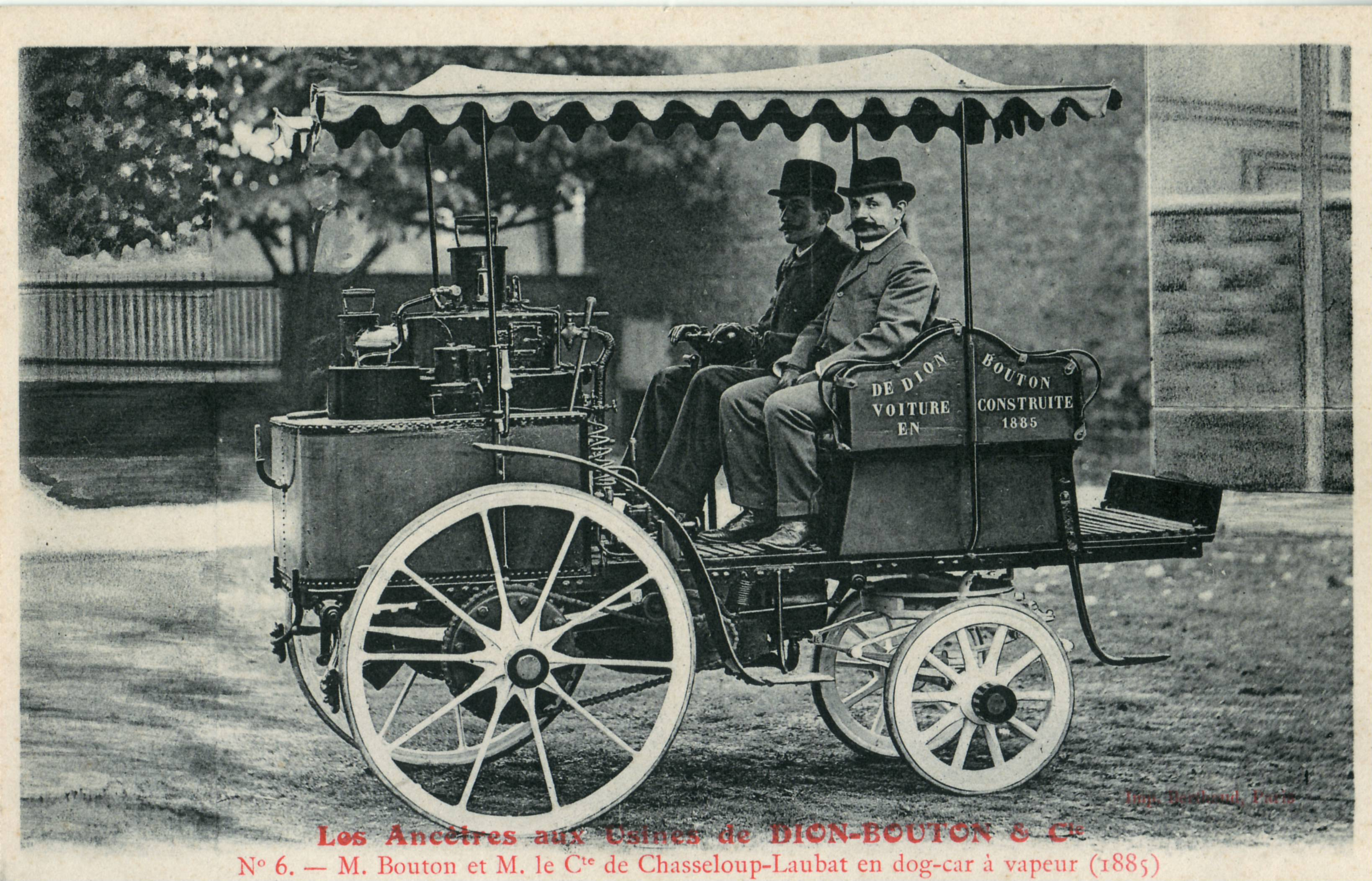
«Dog-car» a vapor (1885)
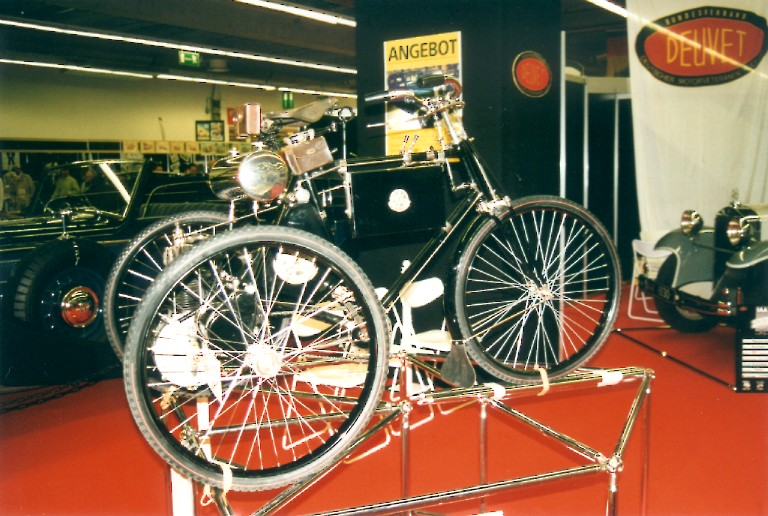
Triciclo De Dion-Bouton
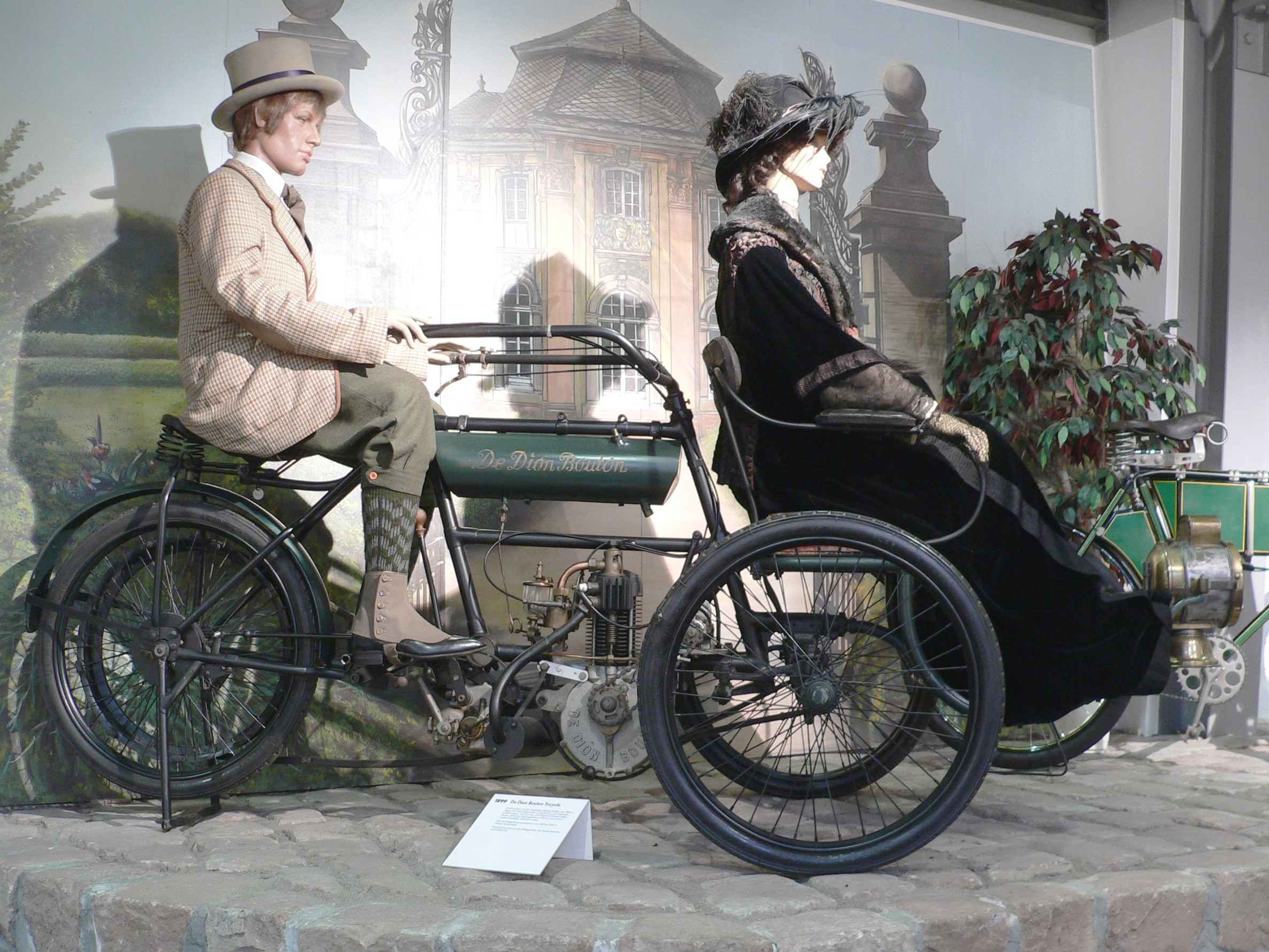
Triciclo De Dion-Bouton (1899)
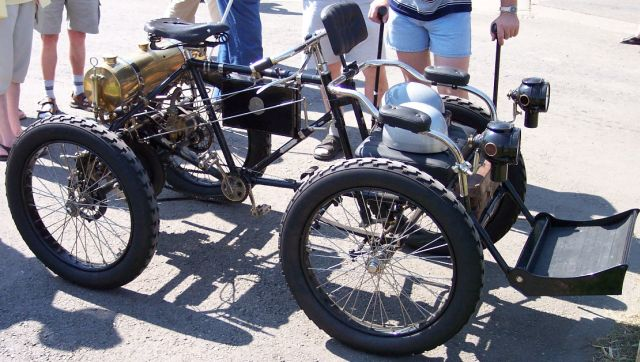
De Dion-Bouton Vierrad (1900)
Vis-à-vis De Dion-Bouton (1901)[18]
De Dion-Bouton (1901)
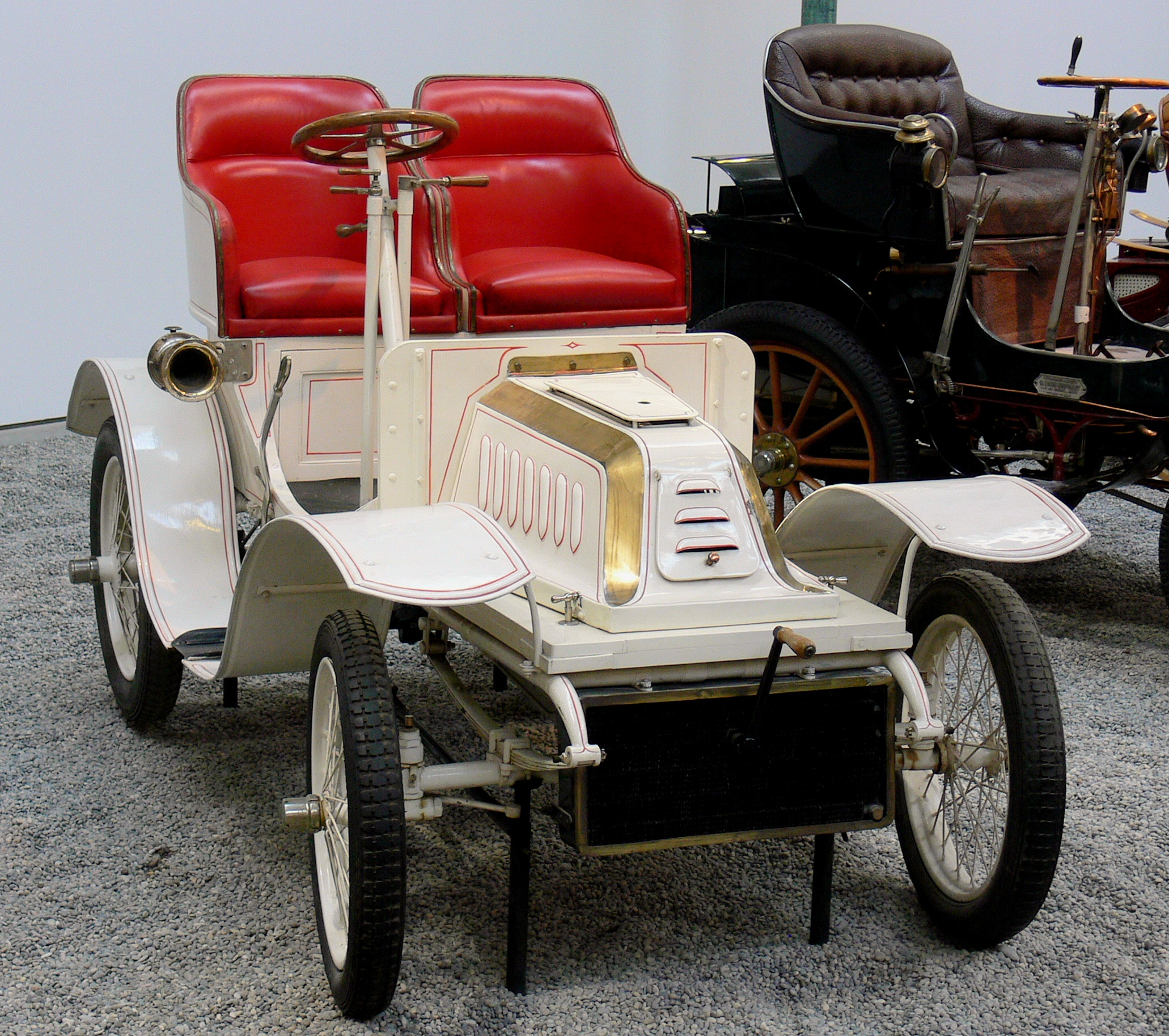
De Dion-Bouton type J (1902)
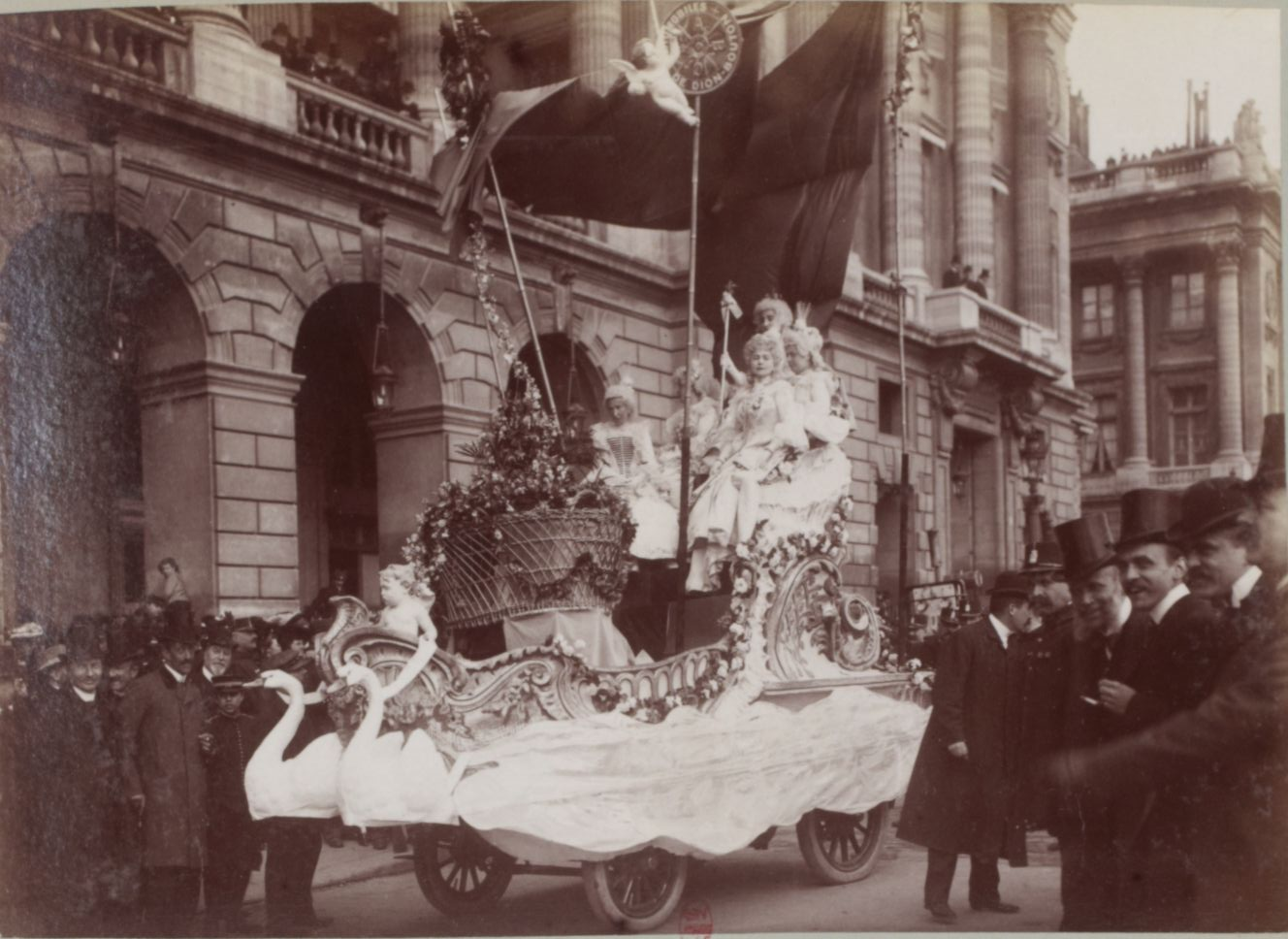
Carro eléctrico
(1903)[19][20]
De Dion-Bouton (1903)
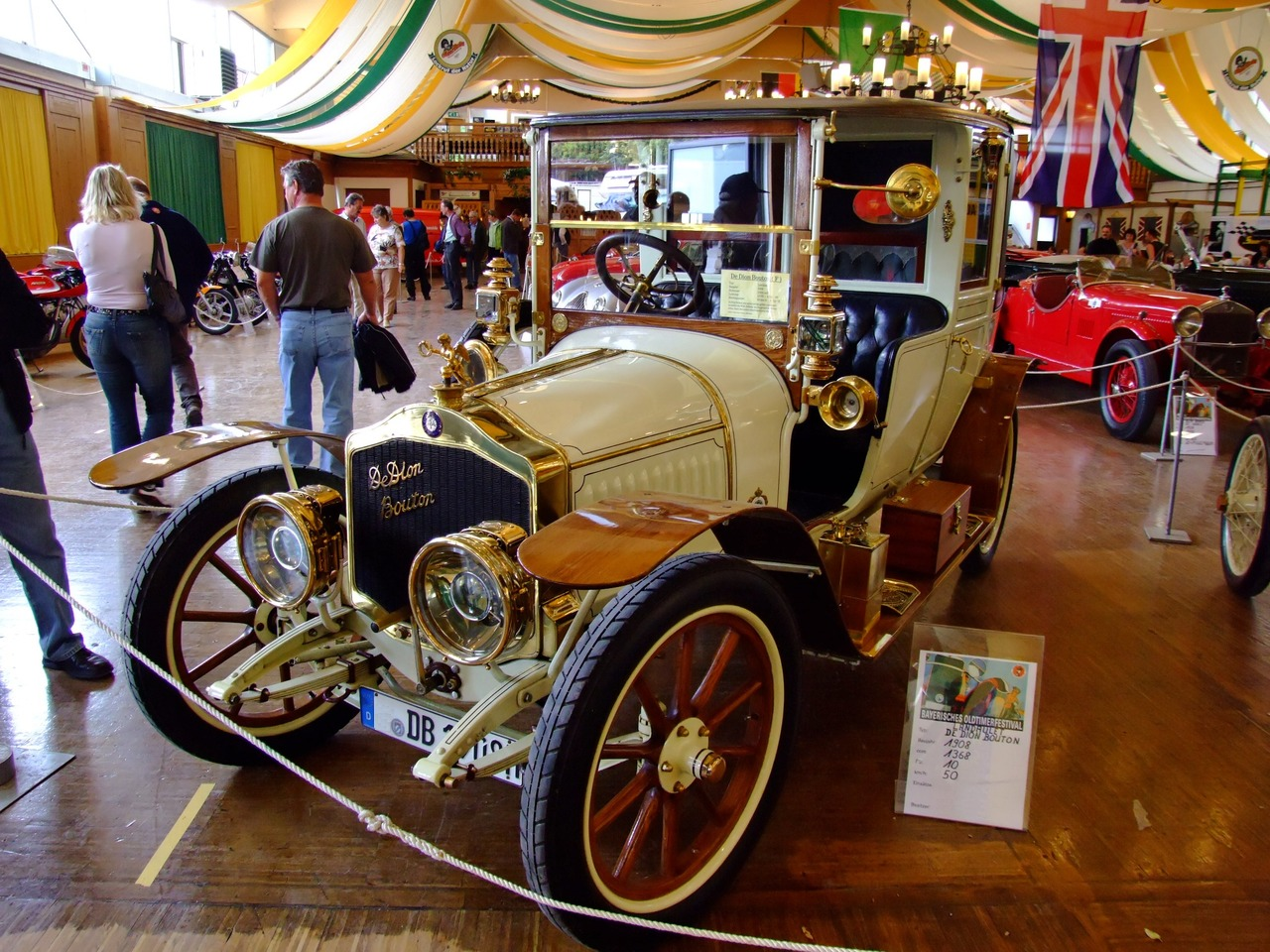
De Dion-Bouton landaulet (1908)
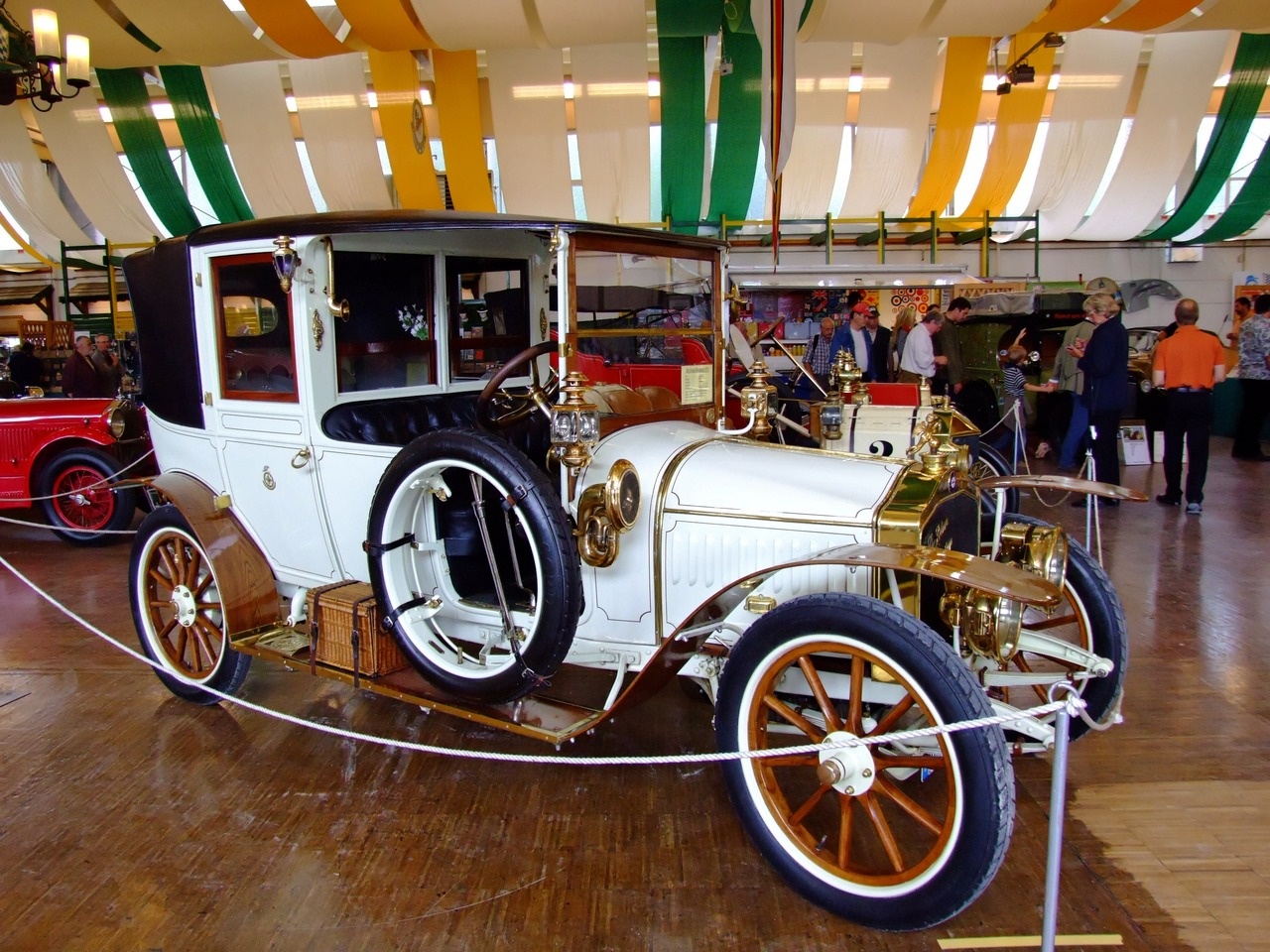
De Dion-Bouton landaulet (1908)
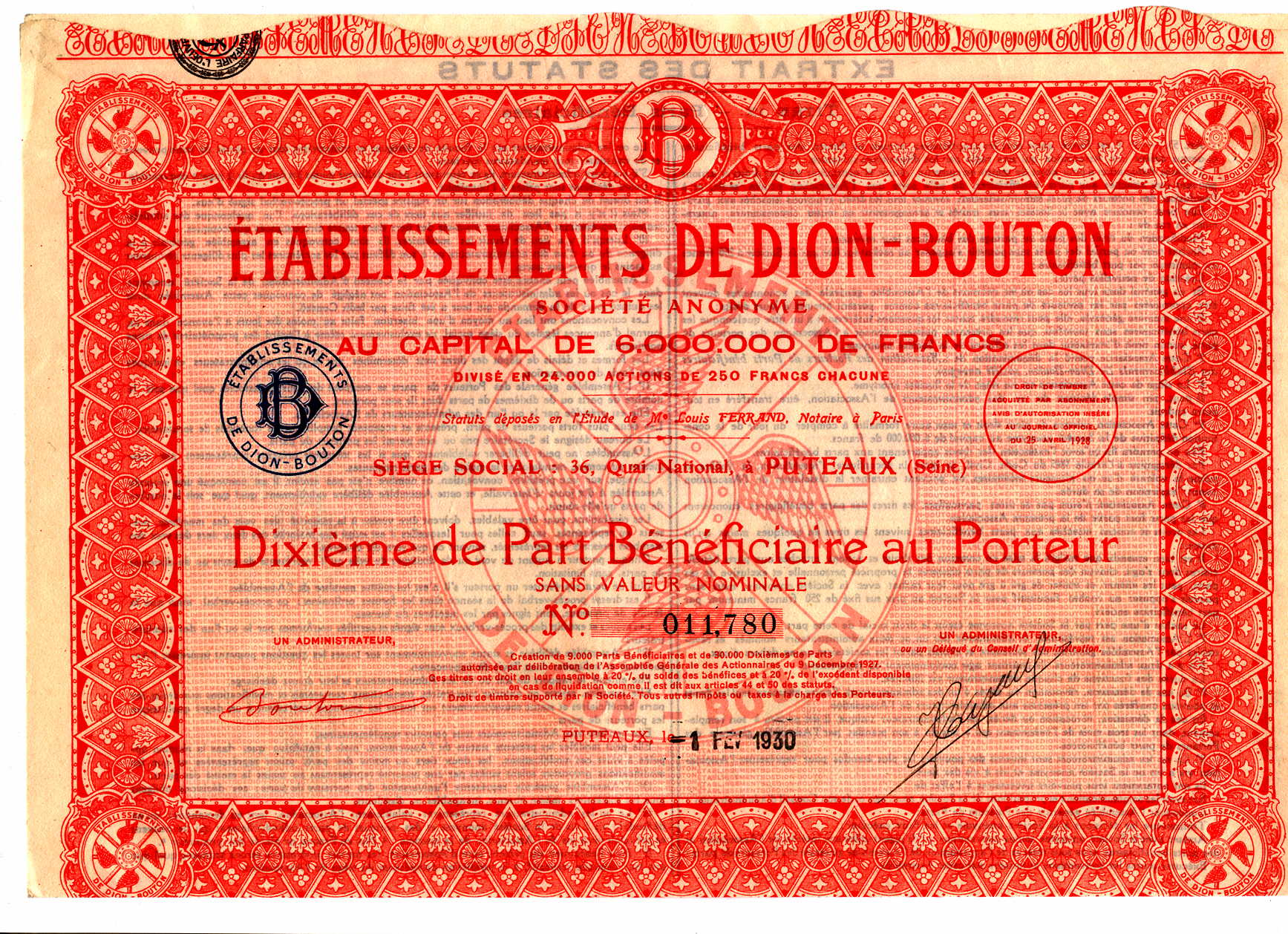
Título De Dion-Bouton (1930)